# Paradactylopodia latipes
Paradactylopodia latipes är en kräftdjursart som först beskrevs av Boeck 1865. Enligt Catalogue of Life ingår Paradactylopodia latipes i släktet Paradactylopodia och familjen Thalestridae, men enligt Dyntaxa är tillhörigheten istället släktet Paradactylopodia och familjen Dactylopusiidae. Arten är reproducerande i Sverige. Inga underarter finns listade i Catalogue of Life.